# Кабель, Мари
Мари́ Кабе́ль (урождённая Дрёлет, фр. Marie Cabel; 31 января 1827, Льеж — 23 мая 1885, Мезон-Лаффит — бельгийская оперная певица (колоратурное сопрано).

## Биография
Дочь отставного кавалерийского офицера армии Наполеона. Пение Мари однажды услышала Полина Виардо и предсказала ей большое будущее.
Обучалась пению в Брюсселе у Фердинанда Кабеля и Луи-Жозефа Кабеля. В 1847 году она вышла замуж за Жоржа Кабеля, брата Луи-Жозефа, также преподавателя вокала. Поскольку брак был несчастлив, они вскоре расстались и позже развелись. В том же году она дала первый концерт в Париже.
В 1848—1849 годах училась вокалу в Парижской консерватории у Ж. Кабеля.

## Избранные партии
- Мари («Дочь полка» Доницетти),
- Берта («Пророк» Мейербера),
- Атенаида («Мушкетёры королевы» Ф. Галеви),
- Генриетта («Жена посла» Д. Обера).